# Cetonia sichuana
Cetonia sichuana är en skalbaggsart som beskrevs av Krajcik 2002. Cetonia sichuana ingår i släktet Cetonia och familjen Cetoniidae. Inga underarter finns listade i Catalogue of Life.